# Гурово-Ілавецьке
Гуро́во-Ілаве́цьке (або Ґурово Ілавецьке; пол. Górowo Iławeckie, нім. Landsberg) — місто в північній Польщі. Належить до Бартошицького повіту Вармінсько-Мазурського воєводства. За даними з 30 червня, 2010 року в місті було 4907 жителів.
Осередок українського шкільництва та громадсько-культурного життя.

## Галерея

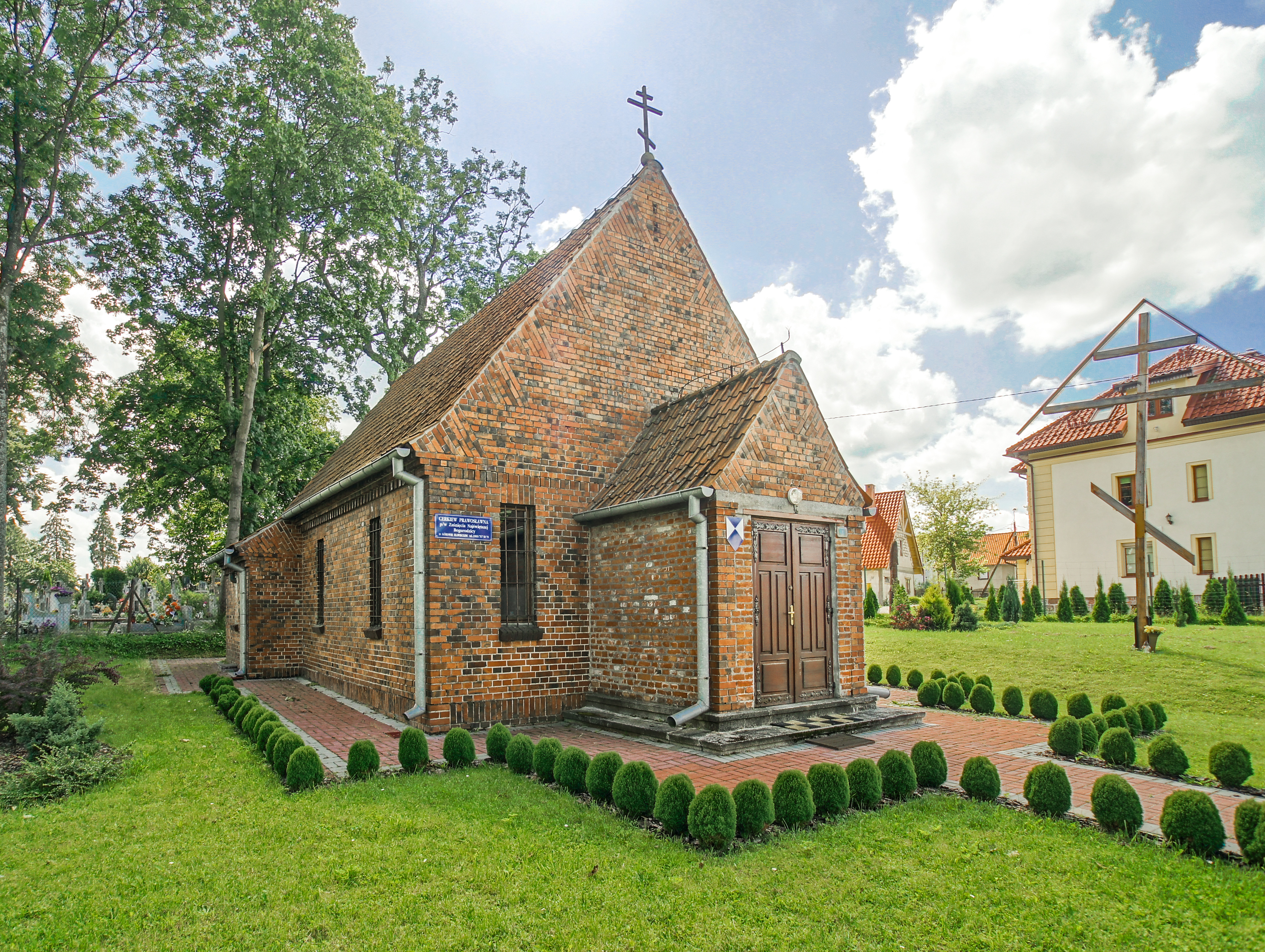
Польська православна церква - (Православ'я в Польщі)
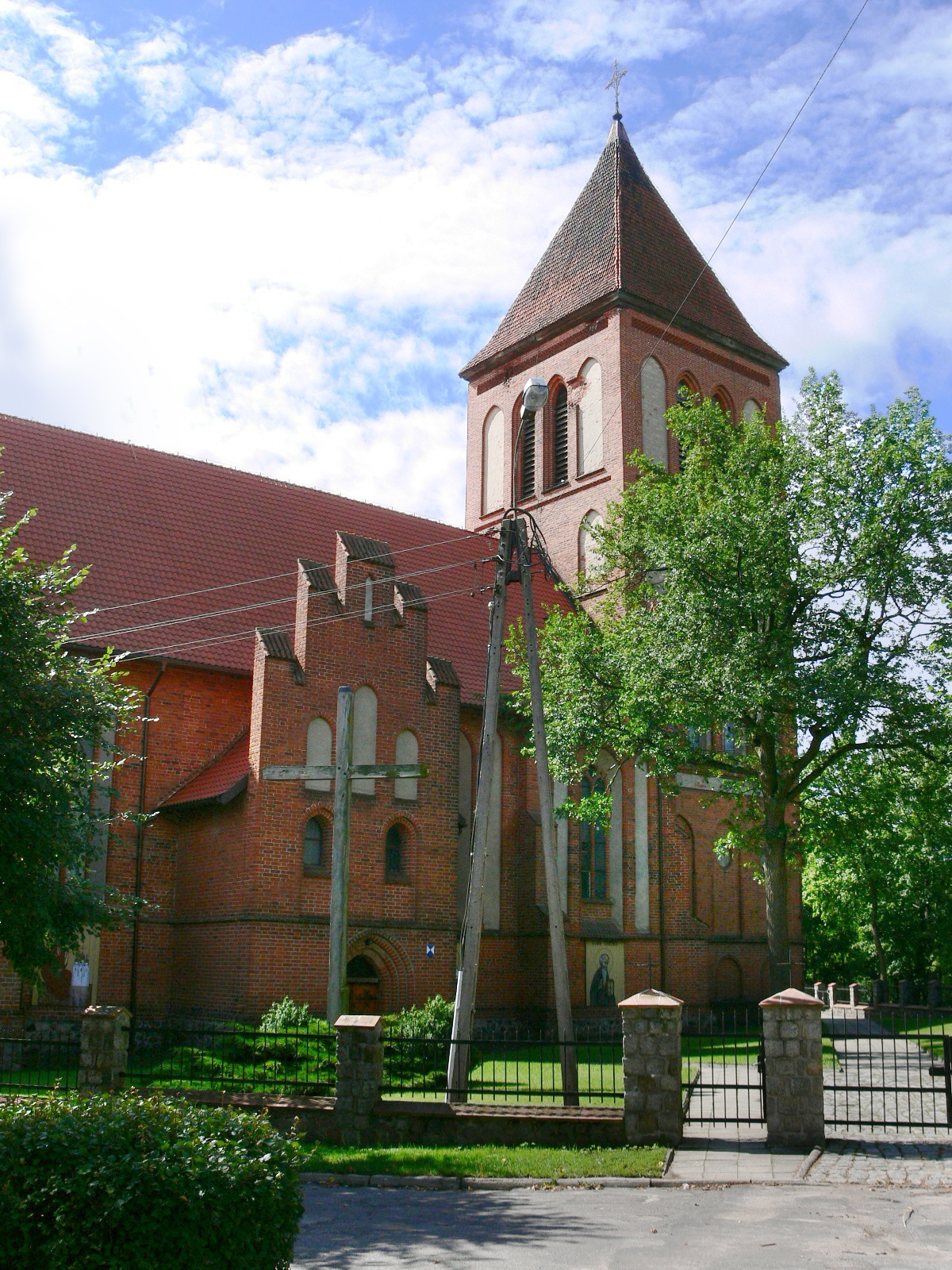
Греко-католицька церква в Польщі

## Розташування, транспорт
Гурово- Ілавецьке розташоване в північній частині Вармінсько-Мазурського воєводства в Бартошицькому повіті на річці Млинувка і озері Гарнцарськім. Це невелике місто площею 3,32 км². Воно розташоване на важливих комунікаційних шляхах:
- Провінційна дорога № 511 (Живково (Державний кордон) — Лідзбарк Вармінський)
- Провінційна дорога № 512 (Щурково — Бартошиці — Гурово-Ілавецьке-Пенєнжно)

У місті є автовокзал, старий залізничний вокзал, який протягом кількох років є закритим. Міжміську автобусну комунікацію надає місцеве відділення в Бартошицях. З міста можна безпосередньо добратися автобусом до Бартошиць, Лідзбарка Вармінського, Ольштина, Бранева і Ельблонга.
Відстані:
- Ольштин — 60 км
- Безледи — 16 км
- Бартошице — 23 км
- Лідзбарк Вармінський — 17 км
- Ельблонг — 89 км

## Назва
Спочатку місто називалося Ляндштрассе (Landstrasse), пізіше Ляндсберг (Landsberg; у вільному перекладі «земна гора»). Місто лежало на невеликій відстані від районного центру, Preussisch Eylau (Ілавка Прусська, нині Багратіонівськ у Росії). Після приєднання міста до Польщі в 1945 році прийнято рішення надати йому нову польську назву. Комісія, яка надавала назву, посилалася на сенс німецької назви, створила вона форму Гурово і додала до неї прикметник Ілавецький.

## Історія
У червні 1990 року тут відбувся 1-й з'їзд українців-політв'язнів сталінського періоду.

## Економіка

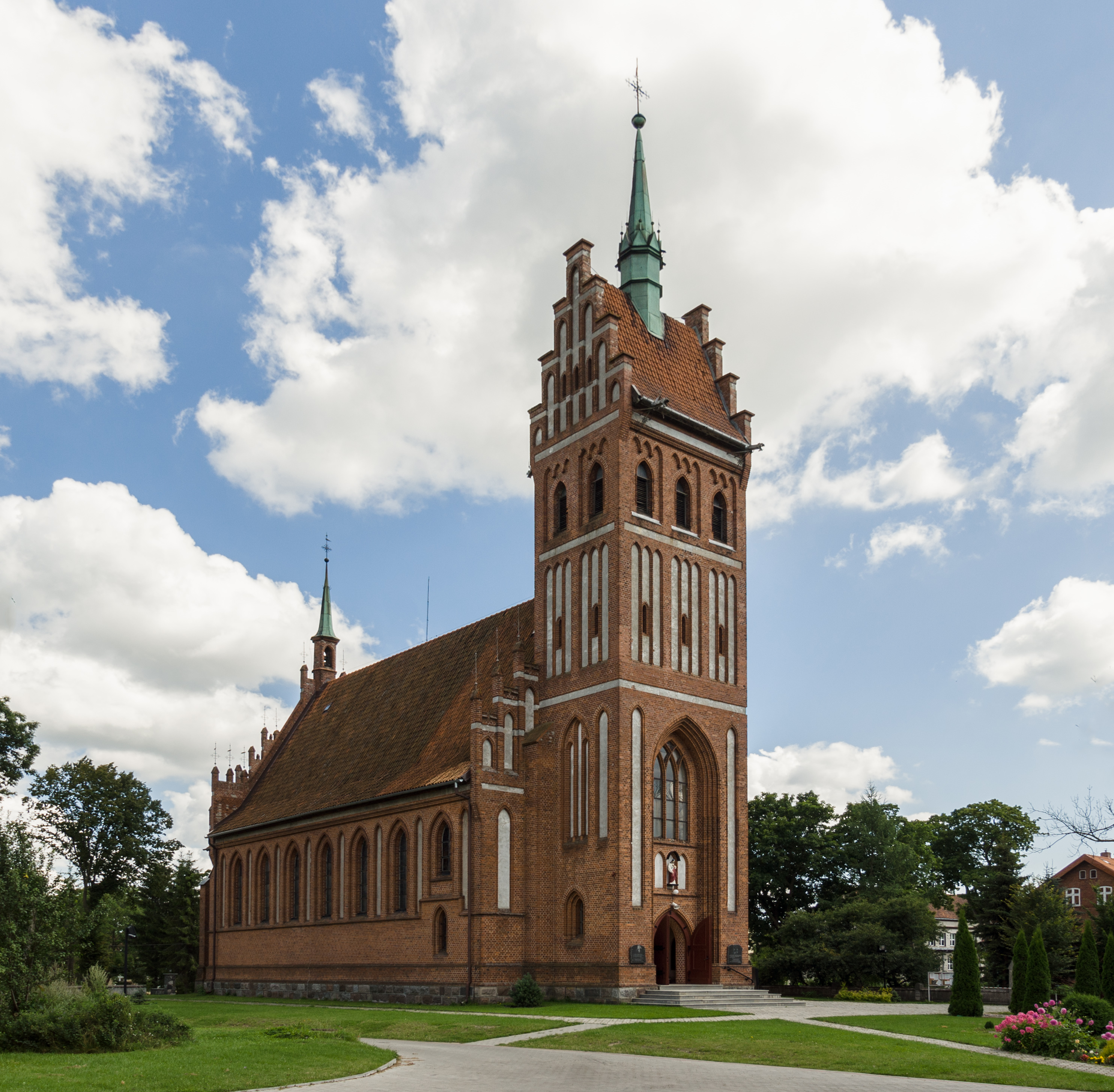
Костел Пресвятого Серця в Гурово-Ілавецькому.

Гурово є місцевим центром для промислових, комерційних та послугових сфер. У місті мало промисловості тому міська влада спрямована на розвиток туризму. Таким чином, у місті розвиваються туристичні фірми. У Гурові знаходиться багато гастрономічних осередків (ресторан «Natangia», пуб: «Total», «Emigra», «Lucyna», «BrunoPub»), магазинів, комерційних підприємств та дві автозаправки. Є також філії кооперативного банку і банку PKO BP. Крім того, діє тут поліційний комісаріат, пошта, служба лісового господарства, дружина добровільних пожежних, та відділення митників.

## Освіта
У місті функціонує комплекс шкіл з українською мовою навчання в Ґурові-Ілавецькому Вармінсько-Мазурського воєводства. Комплекс працює для представників української меншини в Польщі. У школі вчиться близько 250 учнів. Кубатура будинків комплексу — 38 448 м³. Предметні кабінети обладнані необхідними дидактичними приладами та технікою аудіо-відео. Гордістю школи є велика бібліотека з читальнею, де знаходиться багатий книгозбір художньої та науково-популярної літератур, фахові видання для учнів та вчителів, багато енциклопедій, часописів, відеотека, комп'ютерні програми, компакт-диски та комп'ютери з постійним підключенням до Інтернету.

## Культура
Організацією культурних заходів в місті займається Центр культури (вулиця Тадеуша Костюшки). Центр проводить заняття за інтересами, а також є організатором спортивних та культурно-розважальних заходів у місті, серед яких «Дні Гурови» у червні. Він також підтримує скаутинг, місцевий фольклор (з 2005 року група «Promień» працює з центром); рекламує регіональних митців, зокрема і танцювально-пісенний колектив «Думка», що користується визнанням в Польщі та за кордоном.
Також функціонує Публічна бібліотека, що працює за адресою вул. Генерала Сікорського, 34.

## Українські місця
В місті діє греко-католицька церква Воздвиження.
На старому цвинтарі по вул. Промислова похований вояк УНР Максим Марущенко (вважалося що це вояк похований у Бартошицях). Могила розташована неподалік основи водонапірної вежі.

## Демографія
Демографічна структура станом на 31 березня 2011 року:
|          | Загалом | Допрацездатний вік | Працездатний вік | Постпрацездатний вік |
| -------- | ------- | ------------------ | ---------------- | -------------------- |
| Чоловіки | 2187    | 411                | 1555             | 221                  |
| Жінки    | 2237    | 354                | 1378             | 505                  |
| Разом    | 4424    | 765                | 2933             | 726                  |